# Ashmeadiella biscopula
Ashmeadiella biscopula är en biart som beskrevs av Michener 1939. Ashmeadiella biscopula ingår i släktet Ashmeadiella och familjen buksamlarbin. Inga underarter finns listade i Catalogue of Life.